# Łałka Berberowa
Łałka Stojanowa Berberowa, po mężu Dobrewa (bułg. Лалка Стоянова Берберова [Добрева], ur. 11 czerwca 1965 w Płowdiwie, zm. w lipcu 2006 tamże) – bułgarska wioślarka. Srebrna medalistka olimpijska z Seulu.
Zawody w 1988 były jej pierwszymi igrzyskami olimpijskimi, brała również udział w igrzyskach w 1992. W Seulu srebrny medal zdobyła w dwójce bez sternika. Partnerowała jej Radka Stojanova. Brała udział w kilku edycjach mistrzostwach świata, w różnych konkurencjach.